# Río Amgata
El río Amgata (en ruso: Амгата) es un río del Gran Cáucaso en el distrito de Karacháyevsk de la república de Karacháyevo-Cherkesia del sur de Rusia. Es un afluente del Teberdá, que desemboca en el río Kubán.

## Curso
El río nace en la estribaciones meridionales del monte Brush-Syrty, que le separa del valle del río Kishket, afluente del Aksaút, componente del Mali Zelenchuk. Su curso de aproximadamente 10 km desciende por un valle de alta montaña, en dirección este predominantemente, hasta llegar a la orilla izquierda del Teberdá en la zona conocida como Dubki, a mitad de camino entre Vérjniaya Teberdá y Nízhniaya Teberdá.
Su principal afluente es el Mestalakol, que desemboca en su orilla izquierda en su curso medio.

## Historia[3]
En el valle del Amgata se descubrió una fortaleza, sobre la que escribieron I. A. Vladimirov, K. M. Petrelevich y V. A. Kuznetsov. Del fuerte proceden tres losas de piedra. Uno de ellos muestra siete figuras humanas tocados con burkas en una danza ritual, el segundo muestra cuatro ciervos corriendo con una cría, el tercero representa a un jinete con un arco en las manos y un tamga en forma de vara sobre una base horizontal y un semicírculo en el extremo superior. Estas losas fueron descubiertas por la expedición histórica y arqueológica del Instituto Pedagógico Karachái bajo el liderazgo de K. M. Petrelevich en 1940. Las losas fueron llevadas al Museo Regional Karachái, pero ahora están perdidas. Se encontraron asimismo entierros en cuevas con cuerpos momificados. Los materiales encontrados en ellos (tijeras de hierro, etc.) muestran que no son anteriores a los siglos X-XII.
En 1939, uno de los habitantes de Vérjniaya Teberdá excavó siete tumbas en un cementerio ubicado en la ladera sur de una cresta montañosa, aproximadamente a dos kilómetros del río Amgata. Al parecer, escribe T. M. Minayeva, esta necrópolis pertenecía al fuerte anterior. En este antiguo asentamiento, I. A. Vladimirov llevó a cabo trabajos en los restos de la iglesia. Los objetos hallados fueron entregados al museo de Mikoyán-Shajar (Karacháyevsk). Estos artículos son similares a los encontrados en el cementerio de Moshchevaya Balka (al sur de Kurdzhinovo) de los siglos VIII-IX: pulseras, lanzas y cucharas de bronce. Un espejo de aleación ligera, fragmentos de vasijas de vidrio, nueve hachas de hierro. Dos anillos de plata, tres pendientes de oro y una moneda bizantina de oro de Constantino IV (668-685). 
En 1976, fueron realizadas excavaciones por una expedición bajo el liderazgo de G. J.-U. Tekeyev. En el yacimiento de la fortaleza hay dos fortificaciones, una de ellos en la parte norte del asentamiento. Son dos edificios cuadrangulares de piedra, construidos con bloques tallados de arenisca gris local. En el primer edificio se encontraron huesos de animales domésticos y salvajes y fragmentos de vasijas de barro de color gris oscuro y marrón. En la parte oriental del asentamiento se encuentra una segunda fortaleza. En ella se hallaron las ruinas de un antiguo templo. Entre las fortalezas se descubrió un cementerio. Las estructuras funerarias son criptas subterráneas. Se han excavado varias criptas. Las paredes de las criptas se construyeron con piedra arenisca gris labrada, con losas de piedra en la parte inferior y superior. No se encontraron esqueletos, pero sí brasas, que hacen pensar en la incineración de un cadáver. Cada tumba contenía dos o tres vasijas. En el cuerpo de una de las jarras hay esculpida una serpiente. Se encontraron artículos de cobre y bronce: hebillas, aretes, broches, puntas de lanza, así como un cuchillo de hierro, cuentas de calcedonia, jaspe, ámbar, vidrio y vidrio  verde. Los entierros datan de los siglos V-VIII. 
En 1978, J. J. Bidzhiyev examinó el yacimiento de Amgata. Se examinaron las estructuras defensivas y el templo. En el sitio se observan cistas de piedra y tumbas subterráneas. Material de los siglos IV-XII. El templo de V. A. Kuznetsov data del siglo XI al XIII. En general, el monumento contiene elementos datados entre los siglos IV al XIII.